# Romalt
Romalt er en bydel i Randers, beliggende 6 km sydøst for byens centrum og 4 km vest for Assentoft. Romalt hører til Kristrup Sogn. Kristrup Kirke ligger i Kristrup 3 km vest for Romalt. Bydelen ligger i Romalt Bakker. Neden for bakkerne strækker Romalt Enge sig ud mod Randers Fjord.
I den gamle landsby Neder Romalt hedder grundejerforeningen Neder Romalt Bylaug. Parcelhuskvarteret Over Romalt består af Grundejerforeningen Romalt, der blev udstykket i 1978 og omfatter de veje, der slutter på "-minde", og Grundejerforeningen Christianelund, der blev udstykket senere og omfatter de veje, der slutter på "-lunden". Der er ca. 900 husstande i bydelen.

## Faciliteter
Romalt har haft forsamlingshus siden 1898. I 2004 opførte man Romalt Aktivitetshal, der også rummede et nyt Kultur- og Forsamlingshus, og det gamle forsamlingshus blev til privat bolig. Trods parcelhusboomet i 1970'erne er der ikke opført folkeskole i Romalt, så børnene går på Kristrup Skole i Kristrup.
Midt i Romalt startede Romalt Friskole i august 2012. Den kom i nye lokaler ved hallen i 2014. Friskolen har 0.-9. klassetrin og kun én klasse pr. årgang med højest 24 elever. Skolen havde et elevtal på 220 i skoleåret 2019/2020. Der er ikke SFO, men IFO (Idræts Fritidsordning), der udnytter hallen og naturen omkring Romalt.
Romalt IF tilbyder fodbold, håndbold og badminton. Idrætsforeningen er også med til at arrangere svømning på Tirsdalens Skole. Desuden er der fitnessforening og aktivitetsklub for de ældre. Bydelen har 5 butikker, supermarked, to frisører og et pizzeria.

## Historie
På kort over Randers Amt fra 1829 står Romalt noteret som Romholt. Navnet kommer af rom, der menes at betyde det samme som "rum" eller "rydning", og -holt,-(h)alt, der referer til "Skov, krat, bebyggelse ved lille skov" .
6. oktober 1877 brændte 13 gårde og 22 huse i Romalt.
I 1901 beskrives Romalt således: "Romalt (Over- og Neder R.) med Skole, Forsamlingshus (opf. 1898) og andelsmejeri." Målebordsbladet fra 1800-tallet viser desuden smedie og det fra 1900-tallet viser to fattighuse.
Romalt har haft landingssted ved Randers Fjord, men efter at fjorden blev kanaliseret og inddæmmet, er der på stedet kun en næsten lukket vig, som spøgefuldt kaldes Romalt Krigshavn.
Ved folketingsvalget 18.06.2015 var der 2.457 stemmeberettigede i Romalt, de 2.235 afgav stemme.

### Jernbanen
Randers-Ryomgård-banen (1876-1971) gik forbi Romalt nede i engene. I en periode havde Romalt et trinbræt der hvor banen krydser Revlsbjergvej.
Skinnerne ligger endnu på strækningen neden for Romalt. Fra Allingåbro kan man køre med skinnecykler på den 16 km lange strækning til Ørneborgvej i Kristrup.